# Karonka
En karonka är en middag som arrangeras efter en disputation i Finland. Det är en akademisk fest, som arrangeras till opponentens ära kvällen efter disputationen.  Klädseln är i allmänhet frack eller mörk kostym för herrar och långklänning för damer. Till fracken bärs vit väst, förutom om alla deltagare är herrar varvid man kan komma överens om att alla använder svart väst.
Till karonkan bjuds i allmänhet de närmaste medarbetarna, men också nära släktingar och vänner. Till den finländska karonka-traditionen hör att respondenten håller ett tal efter huvudrätten. Alla som han/hon nämner vid namn, förväntas hålla ett svarstal i samma ordning som de blir nämnda i talet. Först tackar respondenten alltid opponenten, sedan kustos, och därefter eventuellt övriga personer.
Namnet karonka härstammar från det ryska ordet koronka (коронка) som är en diminutivform av ordet för "krona". Ordet kan alltså avse en "liten kröningsfest". Finska karonkka är lånad från det svenska ordet.
Personer som blivit utnämnda till professor kan också arrangera en professorskaronka.